# Mordella sydneyana
Mordella sydneyana es una especie de coleóptero de la familia Mordellidae. Presenta la siguiente subespecie: Mordella sydneyana cairnsensis.

## Distribución geográfica
Habita en Nueva Gales del Sur (Australia).